# Mini exame do estado mental
O mini exame do estado mental (MEEM), exame breve do estado mental ou teste de Folstein é um breve questionário de 30 pontos usado para rastrear perdas cognitivas. É comummente utilizado em medicina para rastrear demência. É também utilizado para estimar a severidade da perda cognitiva em um momento específico e seguir o curso de mudanças cognitivas em um indivíduo através do tempo, portanto fazendo dele um meio efetivo de documentar a resposta do indivíduo ao tratamento.
Em cerca de 10 minutos mede funções incluindo aritmética, memória, e Orientação. Foi introduzido por Folstein et al. em 1975. Esse teste não é um exame de estado mental. A forma do MEEM padrão que é atualmente publicado pela Psychological Assessment Resources é baseado no conceito original de 1975 com pequenas modificações feitas pelos autores posteriormente.
Outros testes são também usados, como o Teste Mental Abreviado de Hodkinson  (1972, geriatria) ou o General Practitioner Assessment Of Cognition assim como testes mais longos para análises mais aprofundadas de déficits específicos.

## Características do teste

Pentágonos entrelaçados usados para a última questão

O teste MEEM inclui questões e problemas simples em algumas áreas: o local e momento do teste, repetição de listas de palavras, aritmética como a série de setes, uso e compreensão de linguagem e habilidades motoras básicas. Por exemplo, uma questão pede para copiar o desenho de dois pentágonos (à direita).
Embora a aplicação consistente de questões idênticas aumente a confiabilidade de comparações usando a escala, o teste é às vezes personalizado (por exemplo, para uso com pacientes intubados, cegos ou parcialmente imobilizados). Além disso, questionou-se o uso do teste com pacientes surdos. Entretanto, o número de pontos atribuídos por categoria é normalmente consistente:
| Categoria            | Pontuação possível | Descrição |
| -------------------- | ------------------ | --- |
| Orientação no tempo  | 5                  | Do mais amplo para o mais estreito. Orientação no tempo foi correlacionada com declínio futuro.                                                                 |
| Orientação no espaço | 5                  | Do mais amplo para o mais estreito. Às vezes chega-se até o nível da rua e às vezes até o andar no prédio.                                                      |
| Registro             | 3                  | Repetição de nomes solicitados |
| Atenção e cálculos   | 5                  | Série de setes ou soletrar "world" ao contrário Foi sugerido que a série de setes pode ser mais apropriada em populações onde o Inglês não é a primeira língua. |
| Recordar             | 3                  | Recordar o que foi registrado |
| Linguagem            | 2                  | Nomear um lápis e um relógio |
| Repetição            | 1                  | Repetir uma frase que acabou de ser dita |
| Comandos complexos   | 6                  | Varia. Pode envolver desenhar uma figura que for mostrada. |

## Interpretação
Qualquer pontuação igual ou superior a 27 (de um total de 30) é efetivamente normal (intacto). Abaixo disso, a pontuação pode indicar perda cognitiva grave (≤9 pontos), moderada (10 a 20 pontos) ou leve (21 a 24 pontos). A pontuação bruta pode precisar ser corrigida de acordo com a escolaridade e idade. Em pessoas com mais de 11 anos de escolaridade considera-se a função cognitiva afetada quando a pontuação é ≤27, numa pessoa com 1 a 11 anos de escolaridade considera-se que a cognição está afetada quando ≤22 e numa pessoa analfabeta quando ≤ 15. Pontuações baixas ou muito baixas são fortemente correlacionadas com demência, embora outros distúrbios mentais podem também levar a resultados anormais no teste MEEM. A presença de problemas puramente físicos pode também interferir com a interpretação se não levados em consideração apropriadamente; por exemplo, um paciente pode não ser capaz de ouvir ou ler instruções adequadamente ou pode possuir um déficit motor que afete a habilidade de escrever ou desenhar.

## References
1. 1 2  Folstein MF, Folstein SE, McHugh PR (1975). «"Mini-mental state". A practical method for grading the cognitive state of patients for the clinician». Journal of Psychiatric Research. 12 (3): 189–98. PMID 1202204. doi:10.1016/0022-3956(75)90026-6
2. ↑  Hodkinson HM (1972). «Evaluation of a mental test score for assessment of mental impairment in the elderly». Age and ageing. 1 (4): 233–8. PMID 4669880. doi:10.1093/ageing/1.4.233
3. ↑  Dean PM, Feldman DM, Morere D, Morton D (2009). «Clinical evaluation of the mini-mental state exam with culturally deaf senior citizens». Arch Clin Neuropsychol. 24 (8): 753–60. PMID 19861331. doi:10.1093/arclin/acp077
4. ↑  Guerrero-Berroa E, Luo X, Schmeidler J;  et al. (2009). «The MMSE orientation for time domain is a strong predictor of subsequent cognitive decline in the elderly». Int J Geriatr Psychiatry. 24 (12): 1429–37. PMC 2919210. PMID 19382130. doi:10.1002/gps.2282
5. ↑  Morales LS, Flowers C, Gutierrez P, Kleinman M, Teresi JA (2006). «Item and scale differential functioning of the Mini-Mental State Exam assessed using the Differential Item and Test Functioning (DFIT) Framework». Med Care. 44 (11 Suppl 3): S143–51. PMC 1661831. PMID 17060821. doi:10.1097/01.mlr.0000245141.70946.29
6. ↑  «MMSE». Consultado em 10 de dezembro de 2009. Arquivado do original em 25 de fevereiro de 2010
7. ↑  Ganguli M, Ratcliff G, Huff FJ;  et al. (1990). «Serial sevens versus world backwards: a comparison of the two measures of attention from the MMSE». J Geriatr Psychiatry Neurol. 3 (4): 203–7. PMID 2073308. doi:10.1177/089198879000300405
8. ↑  Espino DV, Lichtenstein MJ, Palmer RF, Hazuda HP (2004). «Evaluation of the mini-mental state examination's internal consistency in a community-based sample of Mexican-American and European-American elders: results from the San Antonio Longitudinal Study of Aging». J Am Geriatr Soc. 52 (5): 822–7. PMID 15086669. doi:10.1111/j.1532-5415.2004.52226.x[ligação inativa]
9. ↑  Mungas D (1991). «In-office mental status testing: a practical guide». Geriatrics. 46 (7): 54–8, 63, 66. PMID 2060803
10. ↑  Crum RM, Anthony JC, Bassett SS, Folstein MF (1993). «Population-based norms for the Mini-Mental State Examination by age and educational level». JAMA. 269 (18): 2386–91. PMID 8479064. doi:10.1001/jama.1993.03500180078038
11. ↑  «Avaliação Geriátrica» (PDF). Núcleo de Estudos de Geriatria da Sociedade Portuguesa de Medicina Interna (GERMI)